# Disa atricapilla
Disa atricapilla är en orkidéart som först beskrevs av William Henry Harvey och John Lindley, och fick sitt nu gällande namn av Harry Bolus. Disa atricapilla ingår i släktet Disa och familjen orkidéer. Inga underarter finns listade i Catalogue of Life.